# 海灣群島國家公園保護區
海湾岛国家公园（英文：Gulf Islands National Park Reserve）是加拿大政府设立的一座国家公园，位于卑诗省西南部。公园建于2003年5月9日，是加拿大国家公园系统里第40个，包含乔治亚海峡海灣群島的16个小岛及数个屿和暗礁，面积达33平方公里。